# 카툰 네트워크
카툰 네트워크(Cartoon Network)는 워너 브라더스 디스커버리에서 운영하는 미국의 어린이 텔레비전 채널이다. 베티 코헨이 설립하고 1992년 10월 1일 개국하였으며, 주로 액션에서 코미디를 아우르는 애니메이션 시리즈를 방송한다.
카툰 네트워크는 7~15세의 어린이와 십대를 주시청자로 설정하고, 심야 방송 시간대인 어덜트 스윔을 별도로 운영하여 십대 후반 및 어른도 시청자로 끌어모으고 있다.
1993년에 영국, 1997년에는 일본, 2004년 북미와 라틴 아메리카, 2005년 유럽, 2006년 대한민국 순으로 지사가 설립되었다.

## 같이 보기
- 니켈로디언
- 카투니토